# Herod Antypas
     Dzielnica Heroda Archelaosa, od 6 n.e. rzymska prowincja Judea
     Dzielnica Heroda Antypasa
     Dzielnica Heroda Filipa II
     Salome I (miasta Jamnia, Azotus, Fazaelis)
     Rzymska prowincja Syria
     Wolne miasta (Dekapolis)

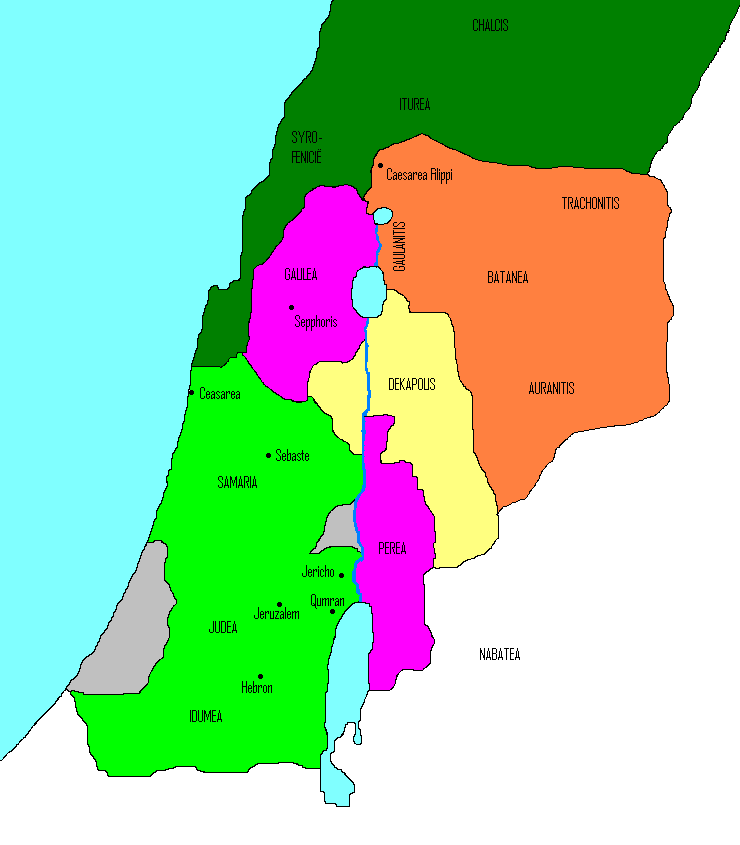
Królestwo Heroda Wielkiego po jego śmierci podzielone między synów i jego siostrę:
Dzielnica Heroda Archelaosa, od 6 n.e. rzymska prowincja Judea
Dzielnica Heroda Antypasa
Dzielnica Heroda Filipa II
Salome I (miasta Jamnia, Azotus, Fazaelis)
Rzymska prowincja Syria
Wolne miasta (Dekapolis)

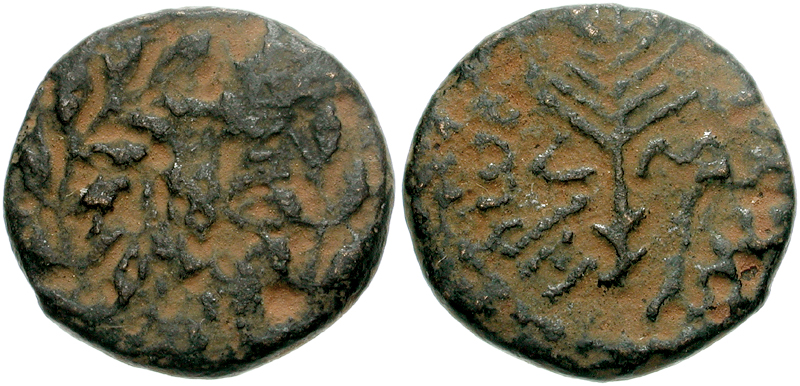
Moneta Heroda Antypasa

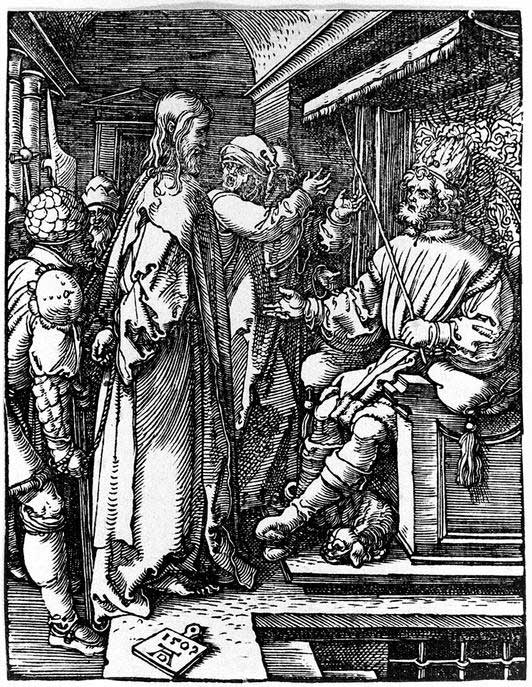
Jezus przed Herodem Antypasem, Albrecht Dürer, 1509

Herod Antypas (ur. ok. 22 p.n.e., zm. po 39 n.e.) – tetrarcha Galilei i Perei od 4 p.n.e., syn Heroda Wielkiego i brat Heroda Archelaosa. Założyciel Tyberiady. Poślubił swoją bratową Herodiadę, czym wywołał oburzenie wśród Żydów. Skazał na śmierć krytykującego ten związek Jana Chrzciciela. W 39 roku został skazany na wygnanie przez Kaligulę.

## Wywód przodków
| 4. Antypater |  |                 |  |  |                  |
|              |  | 2. Herod Wielki |  |  |                  |
| 5. Kypros    |  |                 |  |  |                  |
|              |  |                 |  |  | 1. Herod Antypas |
| 6. NN        |  |                 |  |  |                  |
|              |  | 3. Maltake      |  |  |                  |
| 7. NN        |  |                 |  |  |                  |
|              |  |                 |  |  |                  |

## Za życia ojca
Antypas był drugim synem Heroda Wielkiego z jego czwartego małżeństwa z Maltake. Jego starszym rodzonym bratem był Archelaos. W ostatecznej wersji testamentu ojca Archelaos został przewidziany na króla Judei, Antypas miał zostać tetrarchą Galilei i Perei, zaś ich przyrodni brat Filip – tetrarchą krain Gaulanitis, Trachonitis i Batanei. Po śmierci Heroda w marcu lub kwietniu 4 p.n.e. doszło do sporu między braćmi. Ostateczny werdykt w tej sprawie wydał cesarz Oktawian August. Cesarska decyzja nie zmieniła sytuacji Antypasa, który zgodnie z ostatnią wolą ojca został tetrarchą Galilei i Perei. Po objęciu rządów przybrał imię Heroda.

## Herod Antypas jako tetrarcha
Wybudował miasta Sefforis, Liwias zwanego też Julias (Betharamfta) oraz hellenistyczną Tyberiadę.
Herod Antypas kazał aresztować Jana Chrzciciela i pod wpływem pasierbicy Salome (córki Herodiady i Heroda Filipa), ściąć go.
Herod był również obecny przy skazaniu Jezusa na śmierć, jak podaje Łk 23,8-12:

Na widok Jezusa Herod bardzo się ucieszył. Od dawna bowiem chciał Go ujrzeć, ponieważ słyszał o Nim i spodziewał się, że zobaczy jaki znak, zdziałany przez Niego. Zasypał Go też wieloma pytaniami, lecz Jezus nic mu nie odpowiedział. Arcykapłani zaś i uczeni w Piśmie stali i gwałtownie Go oskarżali. Wówczas wzgardził Nim Herod wraz ze swoją strażą; na pośmiewisko kazał ubrać Go w lśniący płaszcz i odesłał do Piłata. W tym dniu Herod i Piłat stali się przyjaciółmi. Przedtem bowiem żyli z sobą w nieprzyjaźni.

## Wojna z Aretasem
W 36 Aretas IV wypowiedział wojnę Herodowi Antypasowi. Ten zwrócił się po pomoc do cesarza Tyberiusza. Lucjusz Witeliusz, legat Syrii, nie chciał jednak angażować się w konflikt z władcą Nabatejczyków.

## Wygnanie
W 37 roku nowy cesarz rzymski Kaligula nadał Herodowi Agryppie I dawną tetrarchię Filipa (Bataneę, Gaulanitydę, Trachon i Paneas) wraz z tytułem królewskim. Ambitna Herodiada namówiła męża, by także starał się o koronę. Udał się do Italii z nadzieją, że Kaligula także obdarzy go tytułem królewskim. Agryppa wysłał zaraz za Antypasem swojego wyzwoleńca Fortunata. Ten przedstawił Antypasa w złym świetle – oskarżył go o współpracę z Sejanem, konszachty z Partami i zgromadzenie broni dla 70 tysięcy ludzi. Antypas spotkał się z Kaligulą w Bajach w 39 roku. Nie potrafił się wytłumaczyć z oskarżeń. W efekcie cesarz skazał go na wygnanie, a Galileę i Pereę przekazał Agryppie.

## W literaturze
Wśród utworów literackich w których pojawia się Herod Antypas znajdują się m.in.:
- powieść Wielki rybak Lloyda C. Douglasa (1948),
- powieść Poncjusz Piłat Paula L. Maiera (1968).
- dramat Salome Oscara Wilde’a